# Cousin, cousine
Cousin, cousine är en fransk romantisk komedi från 1975 i regi av Jean-Charles Tacchella.

## Utmärkelser
Filmen vann Louis Delluc-priset 1975

## Roller (urval)
- Marie-Christine Barrault – Marthe
- Victor Lanoux – Ludovic
- Marie-France Pisier – Karine
- Guy Marchand – Pascal
- Ginette Garcin – Biju
- Jean Herbert – Sacy
- Hubert Gignoux – Thomas
- Catherine Stermann – Monique